# All We Know Is Falling
All We Know Is Falling — дебютный студийный альбом американской рок-группы Paramore, выпущенный 26 июля 2005 года на лейбле Fueled by Ramen, являющемся подразделением крупного американского лейбла Atlantic Records.  Продюсированием альбома занимались Джеймс Пол Уиснер, Майк Грин, Ник Тревисик, и Роджер Алан Николс. Все песни альбома были написаны вокалисткой Хейли Уильямс и гитаристом Джошем Фарро. Уход басиста Джереми Дэвиса через несколько дней после приезда группы в Орландо для записи альбома послужил главной темой пластинки, что было ярко выражено в названии альбома и его обложке.  Альбом получил в основном положительные отзывы и считается классическим примером работы в жанре "поп-панк".
Запись альбома проходила в Орландо, штат Флорида. Вместо того, чтобы сделать основной упор в продвижении альбома на радиостанциях менеджеры группы порекомендовали, чтобы группа строила свою фанатскую базу через распространение информации об альбоме своими фанатами. Первоначально альбом получил смешанные отзывы критиков, хваливших однако голос Хейли Уильямс. У альбома был слабый коммерческий успех в родной стране, что не позволило пластинке попасть в рейтинг Билборд 200. Тем не менее альбом достиг 30 отметки в хит-параде  Top Hitseekers (куда журнал включает начинающих музыкантов). Альбом достиг 4 позиции в британском чарте UK Rock Chart, а в 2010 году добрался до 51 строчки в рейтинге UK Albums Chart и заработал золотой сертификат БАПФ. В июле 2014 года, после того, как последующие альбомы принесли группе всемирный успех All We Know is Falling получил золотой сертификат RIAA. Три песни с альбома были выпущены в качестве синглов: Pressure, Emergency и All We Know. Ни один из синглов не попал в главные музыкальные чарты, хотя Pressure получил золотой статус RIAA в 2016 году, после того как группа стала коммерчески успешной за счет своих последующих записей.

## Предыстория
Хейли Уильямс первоначально подписала контракт с лейблом Atlantis Records в 2003 году, в качестве сольного исполнителя. Однако Уильямс не согласилась строить карьеру сольной певицы, заявив, что "не видит себя следующей Мадонной" В результате она образовала Paramore в составе с Заком Фарро, Джошем Фарро и Джереми Дэвисом. За время своей короткой сольной карьеры Уильямс записала несколько демо, которые позже были перезаписаны в варианте звучания более характерном для группы.  Однако лейбл был на грани разрыва контракта с группой, так как по мнению менеджеров лейбла группа "была ужасна". Уильямс и Фарро написали две новые песни "Halleluja" и "Here We Go Again", которые спасли группу от разрыва контракта. Песня Here We Go Again стала пятым треком на альбоме "All We Know Is Falling" а "Halleluja" была оставлена для выпуска во втором альбоме группы, названом Riot! и вышедшем в 2007 году.

## Запись
Группа переехала в Орландо, штат Флорида, для написания и записи оставшихся песен альбома. Через несколько дней после приезда, Дэвис покинул группу. Оставшиеся члены группы продолжили работу над альбомом. Музыканты решили сделать уход Дэвиса основной темой альбома. По словам Уильямс, обложка альбома также символизирует уход Дэвиса из группы: "Диван на котором никого нет, только тень уходящего человека; это всё уход Дэвиса и наше ощущение пустого места в коллективе."
Процесс записи занял три недели, Джош Фарро назвал студийные сессии "торопливыми".  "All We Know", "Never Let This Go" и "My Heart" были записаны с продюсером Джеймсом Полом Уиснером на студии Уиснер Продакшенс, расположенной в Сент-Клауде, штат Флорида. "Pressure", "Emergency", "Brighter", "Whoa", "Conspiracy" и "Franklin" были записаны с продюсером Майком Грином на студии ARS Studios, расположенной Орландо, штат Флорида. "Here We Go Again" была записана с продюсером Роджером Аланом Николсом и Ником Тревесиком в студии Bigger Dog Studio, находящейся во Франклине, штат Теннесси. Дополнительные студийные сессии прошли на студии Stone Gables Studio, расположенной в Барентвуде, штат Теннесси а также в студии The Skyview Church of Tone and Soul, в Восточном Нэшвилле, штат Теннесси.
Все песни были сведены Майком Грином, кроме "Here We Go Again", которую сводили Николз и Тревесик. Том баркер занимался мастерингом записей на студии Precision Mastering в Голливуде, штат Калифорния. нэт Варшовски выступил в качестве студийного техника, отвечающего за ударные на каждом треке, кроме "Here We Go Again". Дейв Бакман отвечал за технику при записи "Here We Go Again". Лусио Рубино, бывший участник StorySide:B заменил отсутствующего в студии Дэвиса. Он записал бас на всех треках, кроме "Here We Go Again", басовые партии в которой записывал Джереми Кэдвел.
Обычно Фарро писал музыку, в то время как Уильямс была автором текстов. Иногда Фарро также участвовал в написании некоторых текстов. Музыка для "Conspiracy"  была написала Уильямс, Фарро и Тейлором Йорком. Это была первая песня, которую они написали вместе. Многие тексты песен с All We Know Is Falling, не связанные с уходом Дэвиса основаны на плохих взаимоотношениях родителей Уильямс, приведших к разводу. В ходе записи альбома влияние тех или иных членов группы на звучание менялось со временем. Уильямс говорила, что на альбом повлияли метал-группы Underoath и Failure, поп-рок группа The Academy is... По словам Дэвиса сильное влияние на группу оказало творчество Slipknot.

## Стиль
Критики по-разному восприняли музыкальный жанр альбома, назвав его поп-панком, эмо, поп-роком и альтернативным роком. Тревор Кили из журнала Alternative Press охарактеризовал музыку, как "отдаленно эмо, но больше молл-панк. Архивная копия от 23 февраля 2017 на Wayback Machine Том Уинстон из Клик Мьюзик описал музыку с альбома, как эмо с "поп-панковым битом", сравнив коллектив с Аврил Лавин и Fallout Boy. Нил З. Йонг в своём обзоре альбома для сайта Allmusic отнёс пластинку к образцовым "поп-панк" альбомам, дополненным качающими барабанами, прямыми рифами, и средним темпом сохраняющимся во всех песнях". В ретроспективе журнала Alternative Press Тайлер Шарп сказал, что "альбом стал бы просто еще одной попыткой сыграть поп-рок, не раскрывшей свой потенциал", если бы не дальнейший успех группы. Дэвид Реншоу, журналист с сайта Gigwise.com, также проводил параллели с творчеством Аврил Лавин, но высказывал мнение, что песни Paramore ниже качеством, чем те, что делала Аврил

## Релиз и продвижение
26 июля 2005 года альбом был выпущен в США. По словам Стива Робертсона,  творческого менеджера группы из студии Atlantic Records, стратегия продвижения альбома заключалась в том, чтобы группа начала понемногу и медленно набирать популярность, за счет распространения слухов и мнений об альбоме между фанатами, вместо того чтобы продавливать альбом через его продвижение в ротации радиостанций. По словам Робертсона он хотел "чтобы дети сами обнаружили этот альбом, вместо того чтобы им  кто-то засовывал его в глотки". В сентябре 2005 года вышло специальное японское издание альбома, содержащее ранее не выпущенную песню "Oh Star", В январе 2009 альбом впервые был выпущен на виниле. 19 мая 2009 года было выпущено делюкс-издание альбома, ставшее эксклюзивом для сервиса айтюнс, в этом издании были живые версии песен "Pressure"  и "Here We Go Again", а так же видеоклипы на все песни, выпущенные в качестве синглов. Четвертого декабря 2005 года на виниле была выпущена версия альбома, посвященная десятой годовщине, со дня его первого выхода. Эта версия альбома содержала песни "O Star" и "This Circle", объем партии был ограничен 4000 копиями. Три песни с альбома выпускались в качестве синглов, это были "Pressure", "Emergency" и  "All We Know".
За две недели до начала тура в поддержку альбома басист Джон Хэмбри присоединился к группе, чтобы заменить ушедшего Джереми Дэвиса, хотя через пять месяцев после ухода Дэвис вернулся в состав. В декабре Paramore выступали в качестве поддержки, в туре группы  Funeral for a Friend, проходившем в США. В феврале 2006 Paramore отправились в тур по среднему западу и восточному побережью США, вместе с музыкальными группами Halifax, My American Heart, и  So They Say. На протяжении весны 2006 года Paramore выступали в качестве разогрева в турах групп Bayside и The Rocket Summer. Первоначально группа планировала принять участие в ежегодном туре  Take Action Tour в начале марта 2006 года, но Хэйли заболела гриппом, в результате этого группу заменили музыканты Sullivan. Paramore приняли участие в фестивале Warped Tour 2006 года, проходившим в Нэшвилле, недалеко от родного города участников группы. В августе и сентябре группа проехала с собственным туром по США, в сопровождении таких команд, как Hit the Lights, Cute Is What We Aim For and This Providence, после чего в октябре последовало несколько концертов в Великобритании.

## Оценки критиков
Мнение музыкальных критиков об альбоме было смешанным, но чаще положительным. Тревор Келли из Alternative Press оценивая тексты песен с альбома заявил, что "из Хэйли Уильямс сделали что-то не то" и отметил также схожесть альбома с предыдущим альбомом Аврил Лавин "Under My Skin". Тони Паскарелла на сайте The Trades отметил, что "страстные, качающие треки показывают насколько талантлива эта группа из Теннесси, может быть вы еще не слышали о Paramore, но следите за тем, как в ближайшем будущем они станут яркой вспышкой". Он также хвалит голос Хэйли, называя его "богато звучащим и мощным, редко совершающим ошибки в этом ошеломительном дебютном альбоме". В обзоре от Alternative Press в честь десятилетия альбома Тайлер шарп написал, что альбом стал классикой жанра после постепенного возрастания известности группы в последующие годы".
В ретроспективном обзоре  Нил З. Йонг выразил смешанные чувства, вызванные альбомом. Он оценил альбом, как "неплохой", однако был уверен, что песни слишком прямолинейны и им не хватает того "разнообразия, воодушевления и яркости, присущей последующим пластинкам группы" Том Уитсон заявил, что "эта молодежная группа сделала один из лучших дебютных альбомов своего времени, All We Know Is Falling не лучший альбом своей эпохи, но далеко не худший" Дэвид Реншоу критично высказался о группе, заявив, что "Paramore группа для детей, которые не считают Пинк достаточно крутой, но считают My Chemical Romance слишком страшными. Они хотят бунтовать, но должны быть дома до 9 часов. Paramore не ужасны, они просто переходная точка от одной группы к другой." Джордан Роговски с сайта punknews.com высказался более критично, он хвалит голос Хэйли, но критикует структуру песен, называя их "слишком плоскими, слишком линейными [...] гитары кажутся слегка не воодушевленными, партии ударных слегка ленивы, а бас кажется едва заметным, если вообще заметным".

## Коммерческий успех
Первоначально альбом попал только в чарт Билборд Хитсикерс, достигнув 30 места в сентябре 2006 года. После успеха второго альбома Riot! 2007 года продажи соответственно возросли. Хотя альбом никогда не попадал в чарт Билборд 200, он достиг восьмой позиции в еженедельном хит-параде журнала билборд Top Pop Catalog Albums в 2009 году. All We Know Is Falling  достиг лишь 51 места в чарте UK Albums Chart, тем не менее получил золотой сертификат британской ассоциации производителей фонограмм за продажу более 100 000 копий. В 2012 году альбом получил австралийский золотой сертификат за продажу более 35 000 копий, несмотря на то, что альбом никогда не попадал в австралийский чарты. В 2014 году альбом получил золотой статус в США за продажу более 500 000 копий. Первоначально ни один из синглов не попал в чарты, но после успеха Riot!, сингл "Pressure" поднялся на 62 позицию в чарте Hot digital Songs. В 2016 году альбом получил золотой сертификат Американской Ассоциации Звукозаписывающих Компаний.

## Список композиций
| №   | Название            | Текст песни    | Музыка               | Длительность |
| --- | ------------------- | -------------- | -------------------- | ------------ |
| 1.  | «All We Know»       | Уильямс        | Уильямс, Фарро       | 3:13         |
| 2.  | «Pressure»          | Уильямс        | Уильямс, Фарро       | 3:05         |
| 3.  | «Emergency»         | Уильямс, Фарро | Уильямс, Фарро       | 4:00         |
| 4.  | «Brighter»          | Уильямс, Фарро | Уильямс, Фарро       | 3:43         |
| 5.  | «Here We Go Again»  | Уильямс        | Уильямс, Фарро       | 3:46         |
| 6.  | «Never Let This Go» | Уильямс        | Уильямс, Фарро       | 3:40         |
| 7.  | «Whoa»              | Уильямс, Фарро | Уильямс, Фарро       | 3:21         |
| 8.  | «Conspiracy»        | Уильямс        | Уильямс, Фарро, Йорк | 3:42         |
| 9.  | «Franklin»          | Уильямс        | Уильямс, Фарро       | 3:18         |
| 10. | «My Heart»          | Уильямс, Фарро | Уильямс, Фарро       | 3:59         |

| №  | Название     | Текст песни    | Музыка               | Длительность |
| -- | ------------ | -------------- | -------------------- | ------------ |
| 1. | «Franklin»   | Уильямс        | Уильямс, Фарро       | 3:18         |
| 2. | «Conspiracy» | Уильямс        | Уильямс, Фарро, Йорк | 3:42         |
| 3. | «My Heart»   | Уильямс, Фарро | Уильямс, Фарро       | 3:59         |
| 4. | «O' Star»    | Уильямс        | Уильямс, Йорк        | 3:47         |

| №  | Название                                                                                      | Текст песни | Музыка         | Длительность |
| -- | --------------------------------------------------------------------------------------------- | ----------- | -------------- | ------------ |
| 1. | «Pressure» (Живое исполнение. Трек впервые был выпущен на концертном альбоме The Final Riot!) | Уильямс     | Уильямс, Фарро | 3:02         |
| 2. | «Here We Go Again» (Живое исполнение.Трек впервые выпущен на альбоме Riot! от ритейлера FYE)  | Уильямс     | Уильямс, Фарро | 3:24         |
| 3. | «Pressure» (музыкальный клип)                                                                 |             |                | 3:06         |
| 4. | «Emergency» (музыкальный клип)                                                                |             |                | 3:58         |
| 5. | «All We Know» (музыкальный клип)                                                              |             |                | 3:13         |

| №  | Название      | Текст песни | Музыка         | Длительность |
| -- | ------------- | ----------- | -------------- | ------------ |
| 1. | «O' Star»     | Уильямс     | Уильямс, Йорк  | 3:49         |
| 2. | «This Circle» | Уильямс     | Уильямс, Фарро | 4:05         |